# Bardehlas

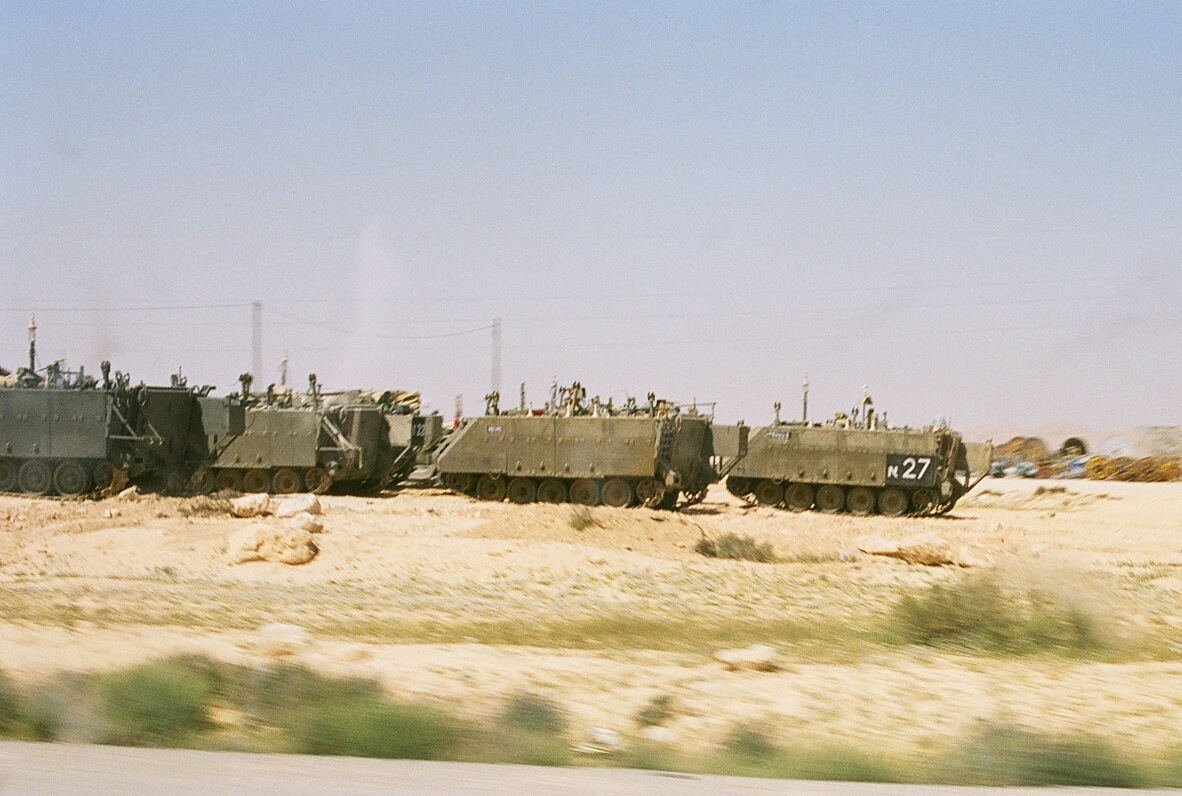
Une colonne de M113 Bardehlas. Ils n'ont pas encore reçu de blindage réactif pour devenir des Zelda.

Le Bardehlas est un M113 blindé standard destiné au transport de troupes de l'armée israélienne. 
Conçu au début  des années 1960 pour l'armée américaine, le M113 était révolutionnaire pour l'époque car il permettait de transporter un groupe de soldats sur le champ de bataille en leur offrant une protection complète contre les tirs d'armes légères et les éclats.
Léger, simple, mobile et assez bien protégé, le M-113 a été acheté en grand nombre par Israël à partir de 1972. Il a servi de base à un grand nombre de véhicules dérivés.

## Conception
Le Bardehlas est conçu sur la base d'une coque en alliage d'aluminium qui est aussi résistante et plus légère qu'une coque en acier.   
Cet avantage lui permet notamment d'avoir une charge utile importante, d'être aérotransportable, de flotter et d'utiliser un moteur de puissance modeste.
Il est armé de deux mitrailleuses (12,7 mm et 7,62 mm) et peut embarquer 11 soldats équipés en sus de son équipage de deux hommes (chef de char et conducteur).
Son principal défaut, qui se révélera aux américains durant la guerre du Viêt Nam, est sa vulnérabilité aux roquettes antichars, défaut qui se doublait d'une fâcheuse tendance à exploser dès l'impact, d'où son surnom de zippo. Les soldats préféraient souvent s'installer SUR le char, s'exposant ainsi aux tirs, que DANS le char où l'expérience démontra qu'ils avaient assez peu de chances de survivre à un tir de roquette.
L'armée israélienne a été confrontée durement à ce problème durant la guerre du Yom Kippour (1973) et surtout au Liban (1982), ce qui l'a incitée à améliorer la protection du Bardehlas.

## Variantes

### M-113 Zelda
Entré en service en 1982, le Zelda est un M-113 équipé de plaques de blindages supplémentaires espacées afin de provoquer une explosion prématurées des roquettes antichars.
Ces plaques sont aussi perforées de milliers de petits trous afin de gagner du poids.

### M-113 Zelda 2
Le Zelda 2 est une version améliorée du Zelda avec un nouveau blindage en biseau capable d'encaisser des tirs de missiles antichars  comme le Milan ou le Sagger.

### M-113 Nagman
Spécialement développé pour faire face à la guérilla urbaine dans les territoires occupés, le Nagman est un véhicule de patrouille depuis lequel le chef de char et les soldats embarqués peuvent riposter. Il est équipé de trois mitrailleuses de 7,62 et d'une superstructure blindée partiellement ouverte et de vitres à l'épreuve des balles.

### M-113 Kasman
Conçu lui aussi pour la guérilla urbaine, le Kesman est doté d'une superstructure entièrement fermée, de vitres blindées et de six fentes qui peuvent recevoir chacune une mitrailleuse de 7,62 mm.
Il est aussi équipé d'un mégaphone pour la guerre psychologique et de deux réservoirs extérieurs qui remplacent le réservoir interne jugé trop dangereux.

## Liens
- « Israeli-Weapons.com »